# Збаржевка
Зба́ржевка (укр. Збаржівка) — село в Винницком районе Винницкой области Украины.
Расположено на реке Рось (приток Днепра).
Код КОАТУУ — 0523482201. Население по переписи 2001 года составляет 457 человек. Почтовый индекс — 22235. Телефонный код — 4346. Занимает площадь 0,196 км².

## Местная власть
22200, Винницкая область, Винницкий р-н, г. Погребище, ул. Богдана Хмельницкого, 77.